# Andrew Everett
Pour l’article homonyme, voir Everett.
Andrew Everett (né le 9 juillet 1992 à Burlington, Caroline du Nord) est un catcheur américain.

## Carrière

### Chikara (2007-2008)
Everett commence sa carrière à la Chikara où il porte un masque et se fait appeler Chiva IV. Le 22 septembre 2007, il participe à son premier match en équipe à élimination où il se fait éliminer par Shayne Hawke.
Il fait une dernière apparition à la Chikara durant le tournoi King of Trios où le 29 février avec Chiva II et Chiva III ils atteignent le second tour après leur victoire sur la  Team ROH (Alex Payne, Rhett Titus et Shane Hagadorn). Le même soir, ils se font éliminer par The Colony (en). Il cesse ensuite de travailler pour cette fédération.

### Circuit indépendant (2008-...)
Il rejoint la Carolina Wrestling Federation Mid-Atlantic (CWF Mid-Atlantic), une fédération de Caroline du Nord, où il continue de porter un masque mais se fait appeler Chiva Kid. Le 21 décembre 2008, il remporte le tournoi Rising Generation League après sa victoire sur Nick Richards et perd ce titre le 20 juin 2009 après sa défaite face à  	
Matt Smith.
Le 11 février 2012, il fait équipe avec Arik Royal avec qui il devient champion par équipe de la CWF Mid-Atlantic jusqu'au 5 mai,.
Le 28 juin 2018 lors de Bar Wrestling 13, il perd contre Douglas James.

### Total Nonstop Action Wrestling/Global Force Wrestling/Impact (2015-2018)

#### Débuts et The Helms Dynasty (2015-2017)
Il fait ses débuts à Bound For Glory dans un Ultimate X Match match pour le TNA X Division Championship remporter par Tigre Uno qui comprenait aussi Manik et DJ Z.
Il fait son retour le 19 avril 2016 en aidant Trevor Lee a conserver son TNA X Division Championship et il rejoint The Helms Dynasty.

#### Z&E et départ (2018)
Le 10 mai 2018 à Impact, il gagne avec DJZ contre LAX. Le 17 mai à Impact, avec DJ Z il bat Scott Steiner et Eli Drake et remporte les Impact World Tag Team Championship. Le 7 juin à Impact, il gagne avec DJ Z contre Drago et Aerostar et ensemble ils conservent les titres par équipe de Impact. Le 21 juin à Impact, ils perdent les titres par équipe de Impact contre The Latin American XChange. Le 28 juin à Impact, il perd avec DJ Z contre The Desi Hit Squad.
Le 25 août lors du pay per-view de la AAA Triplemania XXVI, DJZ et Andrew Everett représentent Impact Wrestling au cours d'un Fatal-4 way tag team match mais ils perdent au profit de Bandido et Flamita, ce match impliquait aussi la Team ELITE (Lareto Kid et Golden Magic) et la Team AAA (Drago & Aerostar).
Le 18 septembre 2018, Everett annonce sur Twitter que son contrat avec Impact a expiré.

### Retour à la Ring of Honor (2020)
Il fait son retour à la ROH, lors de Saturday Night At Center Stage en perdant contre Dragon Lee et il ne remporte pas le ROH World Television Championship.

### Retour à Impact Wrestling (2022)
Lors de Slammiversary, il fait son retour en remplacement de Jack Evans dans l'Ultimate X Match pour le Impact X Division Championship contre Ace Austin, Alex Zayne, Kenny King, Mike Bailey et Trey Miguel, match remporté par Mike Bailey.

## Palmarès
- All American Wrestling
  - 1 fois AAW Tag Team Champion avec Trevor Lee

- CWF Mid-Atlantic
  - 1 fois CWF Mid-Atlantic Tag Team Champion avec Arik Royal
  - 1 fois CWF Mid-Atlantic Rising Generation League Champion

- Impact Wrestling
  - 1 fois Impact World Tag Team Championship avec DJ Z

- Premier Wrestling Federation
  - 1 fois PWF Unified Tag Team Champion

- Pro Wrestling Guerrilla
  - 1 fois PWG World Tag Team Champion avec Trevor Lee
  - DDT4 (2015) avec Trevor Lee

- Revolution Pro Wrestling
  - 1 fois RPW British Cruiserweight Champion

- Pro Wrestling International
  - 2 fois PWI Ultra J Champion

- Southside Wrestling Entertainment
  - 1 fois SWE Speedking Champion

## Récompenses des magazines
- Pro Wrestling Illustrated

| Année | 2014 | 2015 | 2016 | 2017 | 2018 |
| ----- | ---- | ---- | ---- | ---- | ---- |
| Rang  | 410  | 368  | 156  | 78   | 159  |